# Diophantus

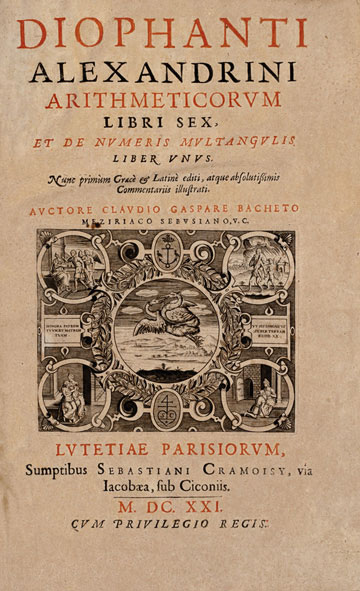
Titelpagina van de editie van 1621 van Diophantus zijn werk Arithmetica, in het Latijn vertaald door Claude Gaspard Bachet de Méziriac.

Diophantus van Alexandrië (Grieks: Διόφαντος ὁ Ἀλεξανδρεύς) was een Griekse wiskundige, afkomstig uit Alexandrië. Wanneer hij leefde is niet erg duidelijk, het moet ergens tussen de 1e eeuw v.Chr. en de 4e eeuw na Chr. geweest zijn. Als meest waarschijnlijke datum geldt het midden van de 3e eeuw. Volgens een raadsel van Metrodoros (6e eeuw) werd hij 84 jaar oud.
Binnen de Griekse wiskunde neemt Diophantus een bijzondere positie in. Waar de andere Griekse wiskundigen zich voornamelijk met de meetkunde bezighielden, en de andere aspecten van de wiskunde vanuit de meetkunde beschouwden, hield Diophantus zich bezig met algebra als een 'doel op zich'.
Hij ontwierp hiervoor een van de eerste schrijfsystemen voor algebraïsche vergelijkingen. Zijn methode kon vergelijkingen aangeven met alle machten van de onbekende van -6 tot 6, maar had als nadeel dat het niet met meerdere onbekenden kon werken. Ook was hij mogelijk de eerste die negatieve getallen in zijn berekeningen gebruikte, hoewel hij ze niet accepteerde als oplossingen voor vergelijkingen.
Zijn werk houdt zich bezig met datgene wat tegenwoordig naar hem als diofantische vergelijkingen bekendstaan: polynomen met rationale coëfficiënten, waarvoor rationale oplossingen gezocht worden. Diophantus is er wel voor bekritiseerd dat hij slechts enkelvoudige oplossingen geeft, ook als een probleem oneindig veel oplossingen heeft, maar dat bezwaar is maar zeer gedeeltelijk terecht: in zijn methodes worden willekeurige getallen toegevoegd, en door deze te variëren krijgt men ook de andere mogelijkheden.
Diophantus schreef zijn werk op in de Arithmetika. Dit bestond uit 13 delen, waarvan echter lange tijd slechts 6 delen (1-3 en 8-10) bekend waren. Pas in 1982 werden 4 verdere delen (4-7) teruggevonden, zij het in Arabische vertaling. De laatste 3 delen zijn verdwenen.
Het was in de kantlijn van Diophantus' Arithmetika dat Fermat zijn beroemde 'laatste' stelling schreef.
1. ↑  MacTutor History of Mathematics archive.